# Ангел Аврори
«Ангел Аврори» (ісп. El ángel de Aurora) — мексиканський телесеріал 2024 року у жанрі драми та створений компанією TelevisaUnivision. У головних ролях — Хорхе Салінас, Наталія Есперон, Рафаель Новоа, Пауліна Матос, Мойсес Пеньялоса, Хосе Пабло Мінор, Марісоль дель Ольмо. Перша серія вийшла в ефір 29 липня 2024 р. Серіал має 1 сезон. Завершився 136-м епізодом, який вийшов у ефір 2 лютого 2025 р. Продюсер серіалу — Рой Нельсон Рохас. Серіал є адаптацією мексиканського серіалу «Дівчинка», 1985 р.

## Сюжет
Аврора Камперо є президентом Корпорації Камперо, одного з найважливіших конгломератів країни. Ізабель Камперо — хитра маніпуляторка і разом зі своєю сестрою Авророю керує компанією, яку вони успадкували від батька. Єдина її мета у житті — знищити сестру. Їхнє суперництво почалося після смерті матері, коли вони жили в мальовничому селі Лас-Флорес.

## Актори та ролі
| Актор               | Роль                             |
| ------------------- | -------------------------------- |
| Хорхе Салінас       | Антоніо Муррієта                 |
| Алексіс Себальос    | Антоніо в молодості              |
| Наталія Есперон     | Аврора Камперо                   |
| Валерія Флоріан     | Аврора в молодості               |
| Рафаель Новоа       | Хуліо Сезар Рей                  |
| Пауліна Матос       | Хелена Муррієта / Елена          |
| Мойсес Пеньялоса    | Ангел Габріель Сантос / Габріель |
| Хосе Пабло Мінор    | Деміан Морга                     |
| Марісоль дель Ольмо | Ізабель Кампер                   |
| Даніелла Кортес     | Ізабель в молодості              |
| Рене Касадос        | Хувентіно Масіас                 |
| Алехандро Валенсія  | Хувентіно в молодості            |
| Леонардо Даніель    | Мігель Камперо                   |

## Сезони
| Сезон | Епізоди | Епізоди | Оригінальний показ | Оригінальний показ | Оригінальний показ |
| Сезон | Епізоди | Епізоди | Перший показ       | Останній показ     | Мережа             |
| ----- | ------- | ------- | ------------------ | ------------------ | ------------------ |
| 1     | 136     | 136     | 29 липня 2024      | 2 лютого 2025      | Las Estrellas      |

## Аудиторія
| Країна трансляції | Сезон | Розклад     | Серії | Перший ефір      | Перший ефір | Останній ефір    | Останній ефір | Середній бал |
| Країна трансляції | Сезон | Розклад     | Серії | Дата             | Дата        | Дата             | Дата          | Середній бал |
| ----------------- | ----- | ----------- | ----- | ---------------- | ----------- | ---------------- | ------------- | ------------ |
| Мексика           | 1     | 16:30—17:15 | 136   | 29 липня 2024 р. |             | 2 лютого 2025 р. |               |              |

## Версії
| Рік  | Країна  | Українська назва | Оригінальна назва | Кількість | Кількість | В головних ролях                              | Компанія | Канал         |
| Рік  | Країна  | Українська назва | Оригінальна назва | сезонів   | серій     | В головних ролях                              | Компанія | Канал         |
| ---- | ------- | ---------------- | ----------------- | --------- | --------- | --------------------------------------------- | -------- | ------------- |
| 1985 | Мексика | Дівчинка         | Muchachita        | 1         | 150       | Лурдес Мунгія, Гонсало Вега, Таліна Фернандес | Televisa | Las Estrellas |